# Kościół św. Marcina w Góralach
Kościół Świętego Marcina w Góralach – rzymskokatolicki kościół parafialny należący do parafii pod tym samym wezwaniem (dekanat Jabłonowo Pomorskie diecezji toruńskiej).
Jest to świątynia wzniesiona w latach 1723–1724. Wybudowana została dzięki staraniom księdza Marcina Kozłowskiego. Odnawiana była w latach 1825 i 1877. W 1904 roku kościół był remontowany (dobudowano wówczas zakrystię). Druga zakrystia powstała w 1993 roku. W 1994 roku świątynia otrzymała nową kruchtę.

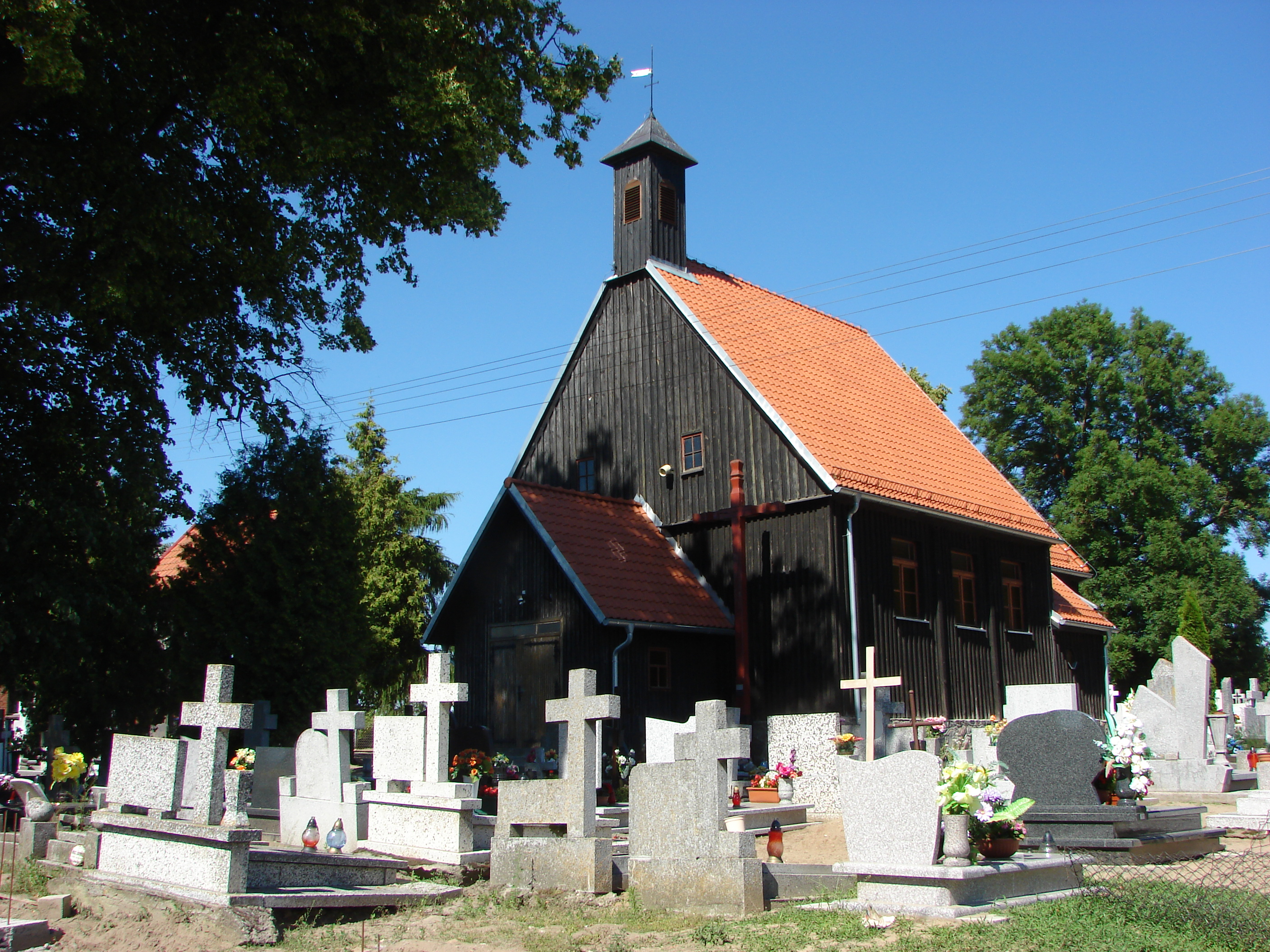
Kościół i cmentarz

Budowla jest drewniana, jednonawowa, wybudowana została w konstrukcji zrębowej. Świątynia jest orientowana, jej prezbiterium jest mniejsze w stosunku do nawy, zamknięte jest trójbocznie, z boku są umieszczone dwie wspomniane wyżej zakrystie. Od frontu nawy znajduje się kruchta. Budowlę nakrywa dach dwukalenicowy, pokryty dachówką, na dachu jest umieszczona kwadratowa wieżyczka we frontowej części nawy. Zwieńcza ją daszek namiotowy z chorągiewką z datą „1873”. Wnętrze nakrywa płaski strop. Chór muzyczny jest podparty dwoma słupami i charakteryzuje się trójboczną wystawką w części centralnej. Na chórze znajduje się prospekt organowy 3 głosowy z 2 połowy XIX wieku, reprezentujący styl neoromański. Posadzka jest murowana i wykonana z kafli. Ołtarz główny w stylu renesansowym powstał na początku XVII wieku. Kościół posiada dwa ołtarze boczne: w stylu renesansowym z początku XVII stulecia i barokowo-ludowym z 1 połowy XIX stulecia. Kropielnica powstała z granitu. Rzeźba Świętego Jerzego w stylu barokowym wykonana została w 2 połowie XVII wieku.